# Yamaguchiella coerulescens
Yamaguchiella coerulescens is een zeepokkensoort uit de familie van de Tetraclitidae. De wetenschappelijke naam van de soort is voor het eerst geldig gepubliceerd in 1790 door Spengler.